# Cercidia
Cercidia Thorell, 1869 è un genere di ragni appartenente alla famiglia Araneidae.

## Etimologia
Il nome deriva dal greco κερκίδιον, kerkìdion, cioè piccola coda, che si riferisce ai cerci, appendici dell'ultimo segmento addominale degli Artropodi, che nei ragni sono posizionati all'estremità dell'opistosoma.

## Distribuzione
Le tre specie oggi note di questo genere sono state rinvenute nella regione olartica e in India: la C. levii è endemica del Kazakistan.

## Tassonomia

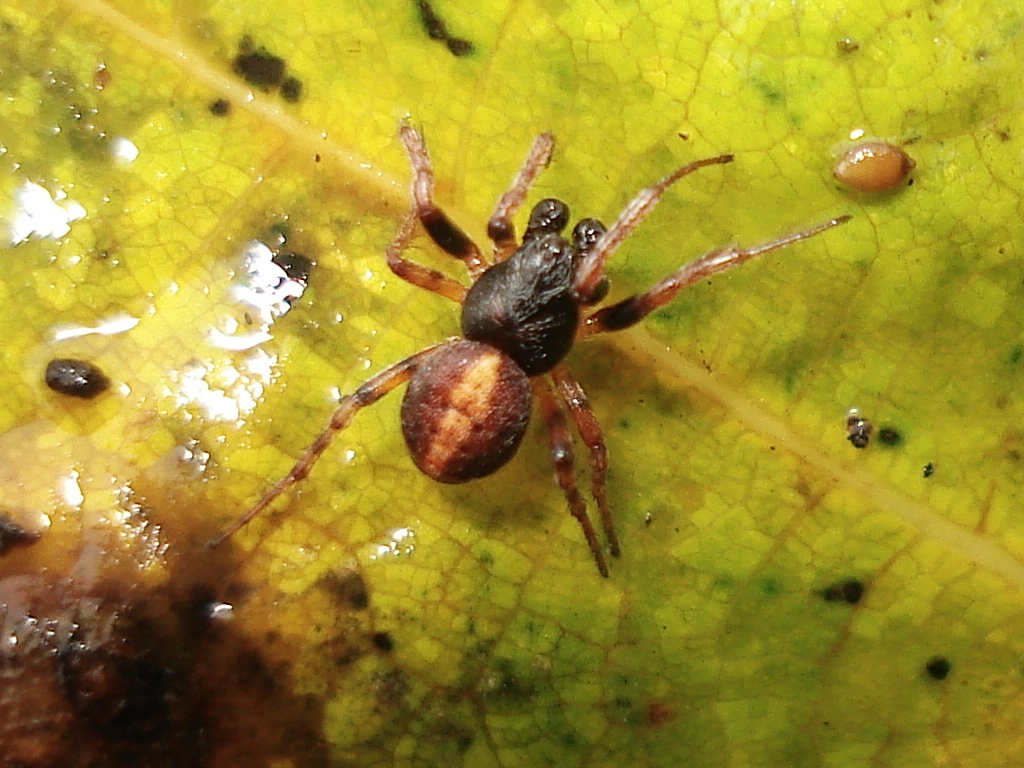
Cercidia prominens, maschio

A maggio 2011, si compone di tre specie:
- Cercidia levii Marusik, 1985 — Kazakistan
- Cercidia prominens (Westring, 1851)[2] — Regione olartica
- Cercidia punctigera Simon, 1889 — India

### Specie trasferite
- Cercidia albostriata (Keyserling, 1865); trasferita al genere Alpaida O. P.-Cambridge, 1889[1].
- Cercidia funebris Keyserling, 1892; trasferita al genere Hypsosinga Ausserer, 1871.
- Cercidia octomaculata Mello-Leitão, 1945; trasferita al genere Alpaida O. P.-Cambridge, 1889.
- Cercidia versicolor Keyserling, 1877; trasferita al genere Alpaida O. P.-Cambridge, 1889.

### Sinonimi
- Cercidia ochracea (Grube, 1861); trasferiti in questo genere da Araneus, questi esemplari, a seguito di un lavoro dell'aracnologa Wesolowska, sono da considerarsi in sinonimia con Cercidia prominens (Westring, 1851)[1].